# Superdry
Superdry plc és una empresa anglesa de roba propietària de la marca Superdry. L'empresa cotitza a la Borsa de Londres des del 2010.

## Història
Cult Clothing Co va ser fundada per Ian Hibbs i Julian Dunkerton a Cheltenham l'any 1985. Dunkerton va conèixer James Holder, que en aquell moment estava dirigint la marca de roba Bench, i el 2003 van sumar esforços per a fundar Superdry i obrir la primera botiga al Covent Garden londinenc el 2004.
El febrer de 2016, Dunkerton va vendre quatre milions d'accions a 12 lliures per acció (per a un total de 48 milions de lliures), però es va mantenir com el major accionista amb una participació del 27% del grup. El 8 de gener de 2018 SuperGroup plc va canviar el seu nom a Superdry plc.
Després que el jugador de futbol David Beckham lluïs una jaqueta de cuir Superdry el 2007, se'n van vendre més de 70.000 unitats. Superdry va ser publicitada per l'actor Idris Elba el 2015.